# إصلاح الدولة في بلجيكا
إصلاح الدولة، في سياق الحديث عن بلجيكا، هو العملية المستمرة للبحث عن حلول دستورية وقانونية وإيجاد حلول للمشاكل والتوترات لمختلف شرائح السكان البلجيكيين، معظمهم بين الناطقين باللغة الهولندية في فلاندرز والناطقين بالفرنسية في والونيا. بشكل عام، تطورت بلجيكا من ولاية وحدوية إلى ولاية فيدرالية مع المجتمعات والمناطق والمناطق اللغوية.

## نظرة عامة قصيرة
- إصلاح الدولة الأول (1970)  - تأسيس المجتمعات الثقافية (الطلب الفلمنكي). الأسس الدستورية للمناطق الإقليمية (طلب الوالون).
- إصلاح الدولة الثاني (1980)   - المجتمعات الثقافية تصبح مجتمعات، مع المزيد من الكفاءات المتعلقة بالأمور الشخصية. إنشاء المناطق الفلمنكية ووالون الإقليمية (إقليم بروكسل لاحقًا). تحصل المجتمعات والأقاليم على برلماناتها وحكوماتها.
- إصلاح الدولة الثالث (1988-1989) - نقل التعليم إلى المجتمعات. تأسيس إقليم بروكسل.
- إصلاح الدولة الرابع (1993)   - تصبح بلجيكا دولة فيدرالية كاملة. تحصل المجتمعات والأقاليم على مزيد من الحرية ويتم انتخاب برلماناتها مباشرة.
- إصلاح الدولة الخامس (2001)   - المزيد من الصلاحيات للمناطق (الزراعة والإشراف على الحكم المحلي). إعادة تمويل المجتمعات والأقاليم.
- إصلاح الدولة السادس (2011)  - المزيد من الكفاءات للمناطق والمجتمعات. تم تقسيم دائرة بروكسل هالي فيلفوردي. إعادة تمويل المجتمعات والأقاليم.

## خلفية

### مشاكل اللغة
نشأت التوترات بين مجتمعات بلجيكا حول صراع بين طائفتي اللغتين الرئيسيتين في البلاد: الهولندية والفرنسية. نتج عن ذلك تشريع لغوي واسع النطاق لكنه لم يحل النزاعات بين فلاندرز ووالونيا، وهما المنطقتان الرئيسيتان في البلاد. التمييز على نطاق واسع ضد الفلمنج، والذي يرمز إلى سوء معاملة الجنود الفلمنديين خلال الحرب العالمية الأولى، جعل الفلمنديين ينظمون ضد الحكومة الناطقة بالفرنسية. بعد الحرب العالمية الثانية، أصبحت الاختلافات بين البلجيكيين الناطقين باللغة الهولندية والبلجيكيين الناطقين بالفرنسية واضحة في عدد من النزاعات.
في عام 1950، تم إجراء استفتاء حول موقف الملك ليوبولد الثالث . كان المسألة الملكية ما إذا كان ينبغي السماح له بالعودة إلى العرش، بالنظر إلى موقفه خلال الحرب العالمية الثانية. على الصعيد الوطني، أيد 58 ٪ من الناخبين استعادة ليوبولد الثالث. ومع ذلك، كانت هناك اختلافات إقليمية قوية. من بين الذين صوتوا، 72٪ من الناس في فلاندرز كانوا يؤيدون عودته، لكن 56٪ في والونيا و52٪ في بروكسل عارضوا عودته. بدعم من أكثر من نصف البلجيكيين، عاد ليوبولد الثالث إلى العرش. بعد عودته، ازداد الغضب بين خصوم ليوبولد في والونيا وبروكسل في أعمال شغب كانت الحكومة تكافح من أجل احتوائها. أجبر ضغط الحكومة ليوبولد الثالث على التنازل عن العرش.
في عام 1960، قدمت الحكومة الكاثوليكية الليبرالية لرئيس الوزراء غاستون إيسكينز عددًا من التخفيضات في الميزانية. نظمت نقابات العمال باللغة الفرنسية إضرابا ضد التخفيضات وضد الحكومة. شعروا أن هناك حاجة إلى نظام أكثر إقليمية لاتخاذ التدابير التي تحتاجها والونيا وأن مصالح والون تضررت من قبل الأغلبية الفلمنكية في بلجيكا. تحدثوا عن الأمم المتحدة belgo-flamand، الدولة البلجيكية الفلمنكية. استجابةً للإضرابات، أعلنت الحكومة عن إضفاء الطابع الإقليمي على السياسات الاجتماعية والاقتصادية.
توتر آخر بين المجتمعات اللغوية المعنية بالجامعة الكاثوليكية لوفين. كانت الجامعة ناطقة بالفرنسية لفترة طويلة، لكن الهولنديين لعبوا دورًا متزايد الأهمية في القرن العشرين. نمت التوترات الناجمة عن استمرار وجود قسم من الناطقين بالفرنسية في الجامعة خلال الستينيات وأدت إلى أعمال شغب بين صفوف الطلاب الفلمنديين، بدعم من سكان مدينة لوفان الفلمنكية. تسبب تعليق قام به عالم الجغرافيا الاجتماعي في الجامعة الناطق بالفرنسية، والذي اقترح إدراج لوفن في منطقة بروكسل ثنائية اللغة رسمياً، في مظاهرات من المواطنين والسياسيين الفلمنديين؛ وكان شعارهم الرئيسي «لوفين فلامز   - والين بويتن!» (لوفين الفلمنكية، والونز آوت! تسببت التوترات في انهيار حكومة رئيس الوزراء بول فاندين بويانانتس. أنقسمت الجامعة إلى ناطقين بالهولندية جامعة لوفان الكاثوليكية والناطقين بالفرنسية جامعة لوفان الكاثوليكية، متحدين داخل الجسم الموحد.

## التاريخ

### 1970: إصلاح الدولة الأول
في عام 1970 كان أول إصلاح للدولة، والذي أدى إلى إنشاء ثلاث مجتمعات ثقافية: المجتمع الثقافي الهولندي، والجماعة الثقافية الفرنسية والجماعة الثقافية الألمانية. تتحمل المجتمعات المسؤولية عن جميع المسائل الثقافية. الأهم من ذلك، أنهم سيطروا على البث واستخدام لغة المجتمع. كان هذا الإصلاح استجابة للمطالبة الفلمنكية بالحكم الذاتي الثقافي. وضعت المراجعة الدستورية لعام 1970 أيضًا الأسس اللازمة لإنشاء ثلاث مناطق، والتي كانت استجابة لمطالب الوالون وسكان بروكسل الناطقين بالفرنسية للاستقلال الاقتصادي. في 18 فبراير 1970، أعلن رئيس الوزراء غاستون إيسكينز نهاية فيلم "La Belgique de papa".

### 1980: إصلاح الدولة الثاني
تم إصلاح الدولة الثاني في عام 1980، عندما أصبحت المجتمعات الثقافية مجتمعات. تولت المجتمعات سلطة المجتمعات الثقافية فيما يتعلق بالمسائل الثقافية وأصبحت مسؤولة عن «الأمور المتعلقة بالشخص»، مثل سياسة الصحة والشباب. ومنذ ذلك الحين، كانت هذه المجتمعات الثلاث تُعرف باسم المجتمع الفلمندي، والجالية الفرنسية المجتمع الناطق بالألمانية.
تم إنشاء منطقتين أيضًا في عام 1980: المنطقة الفلمنكية ومنطقة ووالون  ومع ذلك، في فلاندرز، تقرر في عام 1980 دمج مؤسسات المجتمع والمنطقة على الفور. على الرغم من أنه تم إنشاء منطقة بروكسل في عام 1970، لم يتم تأسيس منطقة العاصمة بروكسل حتى إصلاح الدولة الثالث.

### 1988-1989: إصلاح الدولة الثالث
خلال إصلاح الدولة الثالث في عامي 1988 و1989، في عهد رئيس الوزراء ويلفريد مارتنز، تم إنشاء منطقة العاصمة بروكسل مع مؤسساتها الإقليمية الخاصة، وكذلك المؤسسات الهولندية والفرنسية للشؤون المجتمعية. ظلت منطقة العاصمة بروكسل مقتصرة على 19 بلدية. وشملت التغييرات الأخرى توسيع كفاءات المجتمعات والمناطق. إحدى المسؤوليات البارزة التي تم نقلها إلى المجتمعات خلال إصلاح الدولة الثالثة هي التعليم.

### 1993: إصلاح الدولة الرابع

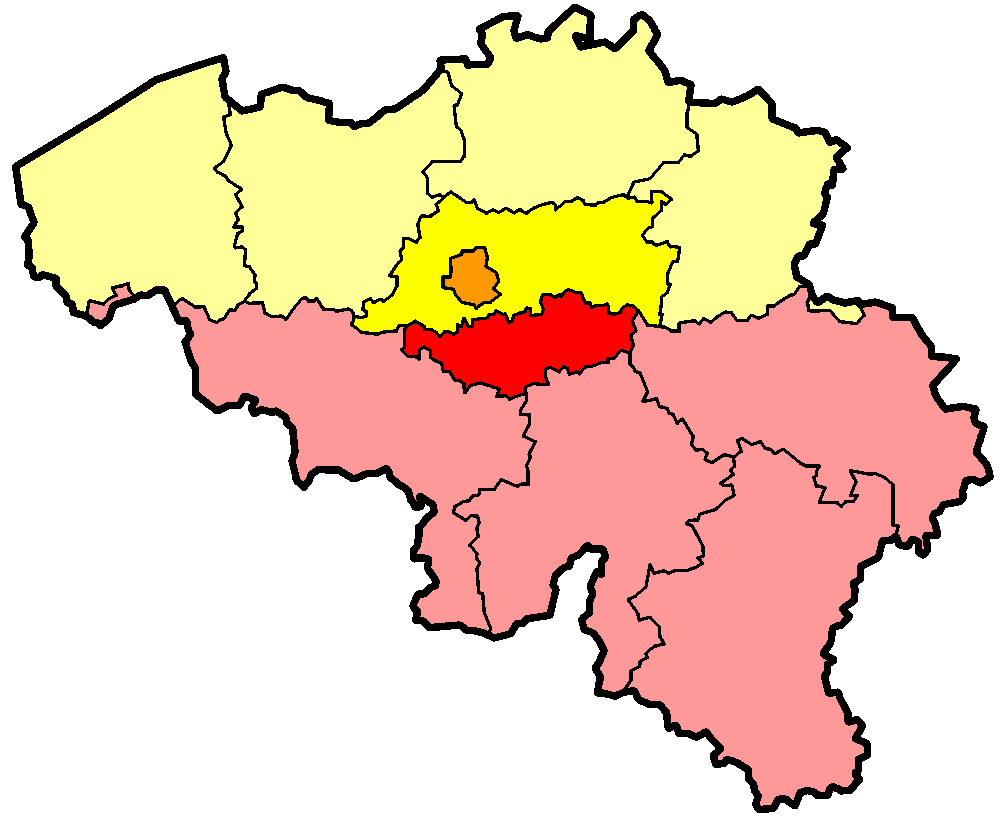
رسم تخطيطي لمقاطعة برابانت البلجيكية، التي قسمت إلى فلمنكية برابانت (صفراء زاهية)، والون برابانت (حمراء زاهية)، ومنطقة العاصمة بروكسل (برتقالي).

إصلاح الدولة الرابع، الذي حدث في عام 1993 في عهد رئيس الوزراء جان لوك ديهان، عزز إصلاحات الدولة السابقة وحول بلجيكا إلى دولة فيدرالية كاملة. تم تعديل المادة الأولى من الدستور البلجيكي ليصبح نصها كما يلي، «بلجيكا دولة اتحادية تتألف من مجتمعات ومناطق». خلال إصلاح الدولة الرابع، تم توسيع مسؤوليات المجتمعات والأقاليم مرة أخرى، وزادت مواردها وتم منحها المزيد من المسؤوليات المالية.
وشملت التغييرات الرئيسية الأخرى الانتخابات المباشرة لبرلمانات المجتمعات والأقاليم، وتقسيم مقاطعة برابانت إلى برابانت الفلمنكية والون برابانت، وإصلاح نظام البرلمان الاتحادي المؤلف من مجلسين والعلاقات بين البرلمان الاتحادي والحكومة الفيدرالية. جرت أول انتخابات مباشرة لبرلمانات المجتمعات والمناطق في 21 أيار / مايو 1995.

### 2001: إصلاح الدولة الخامس
دخل اتفاقان حيز التنفيذ بعد قانونين خاصين سُنَّا في 13 يوليو 2001. ومع ذلك، فإن إصلاح الدولة الرابع لم يكن نهاية عملية الفيدرالية. في عام 2001، تم إجراء إصلاح خامس للولاية، برئاسة رئيس الوزراء غاي فيرهوفشتات ( حكومة فيرهوفشتات الأولى)، مع اتفاق لامبرمونت ولومبارد.

#### لامبرمونت أكورد
خلال إصلاح الدولة الخامس، تم نقل المزيد من الصلاحيات إلى المجتمعات والأقاليم، فيما يتعلق بالزراعة ومصايد الأسماك والتجارة الخارجية والتعاون الإنمائي ومراجعة النفقات الانتخابية والتمويل التكميلي للأحزاب السياسية. أصبحت المناطق مسؤولة عن اثني عشر ضرائب إقليمية، وأصبحت الحكومة المحلية والمحلية مسألة بالنسبة للمناطق. كانت أول انتخابات بلدية وانتخابية على مستوى المناطق تحت إشراف الأقاليم هي الانتخابات البلدية لعام 2006.

#### اتفاق لومبارد
تم تعديل أداء مؤسسات بروكسل أيضًا خلال إصلاح الدولة الخامس،  مما أدى إلى جملة أمور من بينها تمثيل مضمون للسكان الفلمنديين في بروكسل في برلمان منطقة العاصمة بروكسل.

### 2011: إصلاح الدولة السادس
- تم تقسيم الدائرة الانتخابية والقضائية في بروكسل هالي فيلفوردي.
- سيتم تحويل الكفاءات بقيمة 17 مليار يورو من المستوى الفيدرالي إلى المجتمعات والمناطق. ستدير المناطق المسائل الاقتصادية والعمالة، وستكون المجتمعات مسؤولة عن سياسة الأسرة.
- لن يتم انتخاب مجلس الشيوخ البلجيكي مباشرة، بل يصبح مجلسًا للبرلمانات الإقليمية، يضم عددًا أقل من الأعضاء.